# Nueva Zelanda en los Juegos Olímpicos de Tokio 2020
Nueva Zelanda estuvo representada en los Juegos Olímpicos de Tokio 2020 por un total de 216 deportistas que compitieron en 21 deportes. Responsable del equipo olímpico fue el Comité Olímpico de Nueva Zelanda, así como las federaciones deportivas nacionales de cada deporte con participación.
Los portadores de la bandera en la ceremonia de apertura fueron el remero Hamish Bond y la jugadora de rugby Sarah Hirini.

## Medallistas
El equipo olímpico de Nueva Zelanda obtuvo las siguientes medallas:
| Nombre | Deporte               | Competición              |
| --- | --------------------- | ------------------------ |
| Oro |                       |                          |
| Lisa Carrington | Piragüismo            | K1 200 m F               |
| Lisa Carrington | Piragüismo            | K1 500 m F               |
| Lisa Carrington Caitlin Regal | Piragüismo            | K2 500 m F               |
| Thomas Mackintosh Hamish Bond Thomas Murray Michael Brake Daniel Williamson Phillip Wilson Shaun Kirkham Matthew MacDonald Sam Bosworth (t) | Remo                  | Ocho con timonel (M8+) M |
| Emma Twigg | Remo                  | Scull individual (W1X) F |
| Grace Prendergast Kerri Gowler | Remo                  | Dos sin timonel (W2-) F  |
| Equipo | Rugby 7               | Torneo F                 |
| Plata |                       |                          |
| Campbell Stewart | Ciclismo en pista     | Ómnium M                 |
| Ellesse Andrews | Ciclismo en pista     | Kerin F                  |
| Brooke Donoghue Hannah Osborne | Remo                  | Doble scull (W2X) F      |
| Ella Greenslade Emma Dyke Lucy Spoors Kelsey Bevan Grace Prendergast Kerri Gowler Elizabeth Ross Jackie Gowler Caleb Shepherd (t)           | Remo                  | Ocho con timonel (W8+) F |
| Equipo | Rugby 7               | Torneo M                 |
| Peter Burling Blair Tuke | Vela                  | 49er M                   |
| Bronce |                       |                          |
| Tomas Walsh | Atletismo             | Peso M                   |
| Valerie Adams | Atletismo             | Peso F                   |
| David Nyika | Boxeo                 | Pesado (91 kg) M         |
| Dylan Schmidt | Gimnasia en trampolín | Individual M             |
| Lydia Ko | Golf                  | Individual F             |
| Marcus Daniell Michael Venus | Tenis                 | Dobles M                 |
| Hayden Wilde | Triatlón              | Individual M             |